# Famille Deym von Stritez
La famille Deym von Stritez (tchèque : « Deymové ze Stříteže ») est une famille de la noblesse autrichienne, intégrée dans la noblesse du Saint-Empire. Elle est originaire de Střítež en République tchèque, dont son ancienneté remonte à 1385. Le 8 juillet 1708, elle fut anoblie «Baron de Stritez» par Joseph Ier du Saint-Empire. Le 10 juillet 1730, la famille reçut le titre de Comte du Saint-Empire par Charles VI du Saint-Empire.

## Histoire

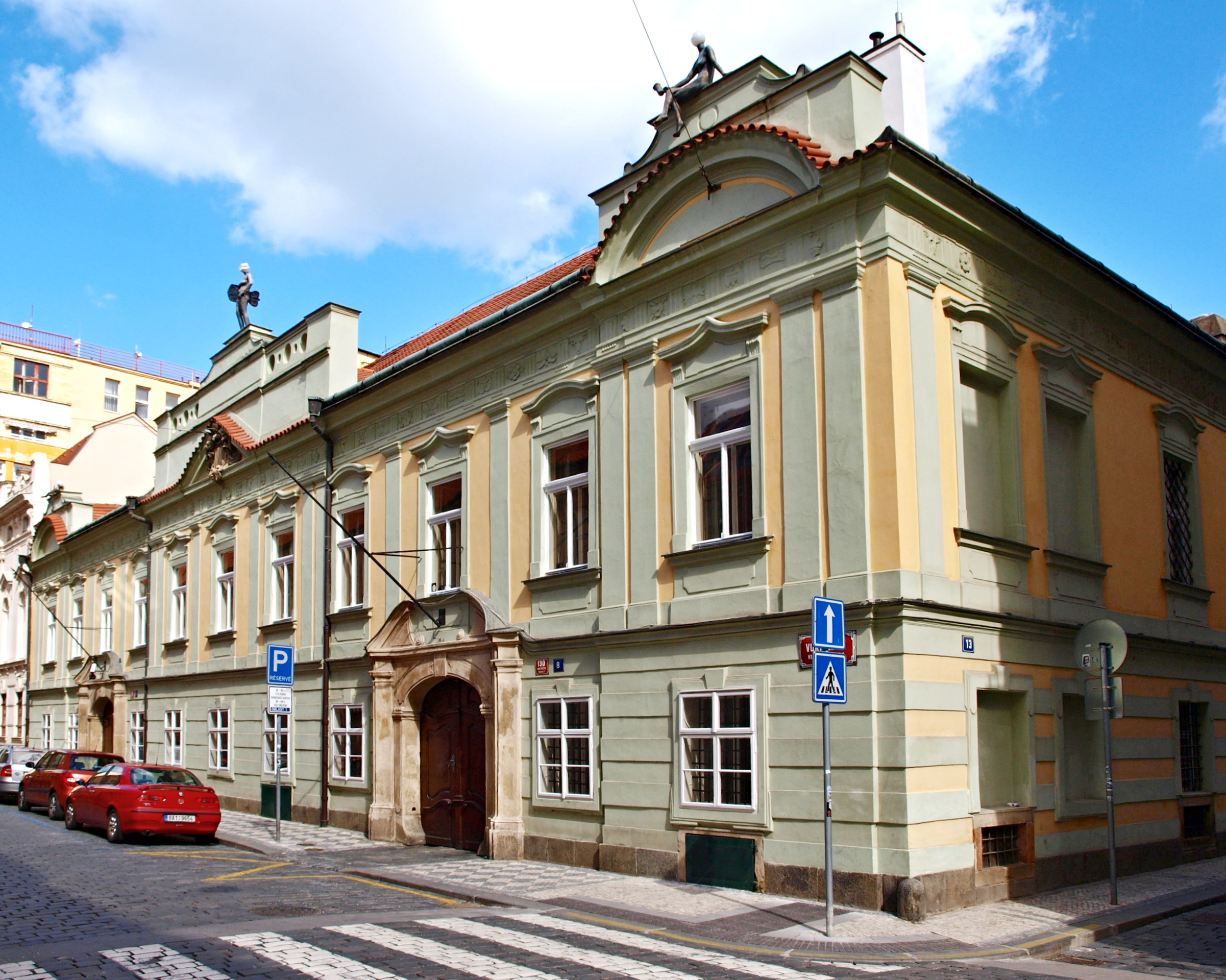
Palais Deym

Les traces les plus anciennes, concernant l'existence de la famille, apparaissent en 1385 où il est fait mention d'un certain Ulricus dictus Dym de Dobrzemilic. Mais c'est avec Johann Deym von Stritez, qui apparaît dans les documents de 1459 que commence la généalogie. Au cours du XVIIe siècle, la famille s'est répandue dans toute la Bohême.
Le baron Wenzel-Ignaz Deym von Stritez (1669-1747) fut élevé, le 10 juillet 1730, au rang de «Comte du Saint-Empire», par Charles VI du Saint-Empire. Il possédait 13 domaines dans le royaume de Bohême, de son mariage avec la baronne Maria-Rosa Vernier von Rougemont und Orchamp, il a eu 16 enfants, dont seulement trois fils donnèrent une descendance : ils fondèrent les trois lignées de la famille . En 1721, le comte Wenzel-Ignaz Deym von Stritez acquiert le palais Deym à Prague.

### Branche aînée

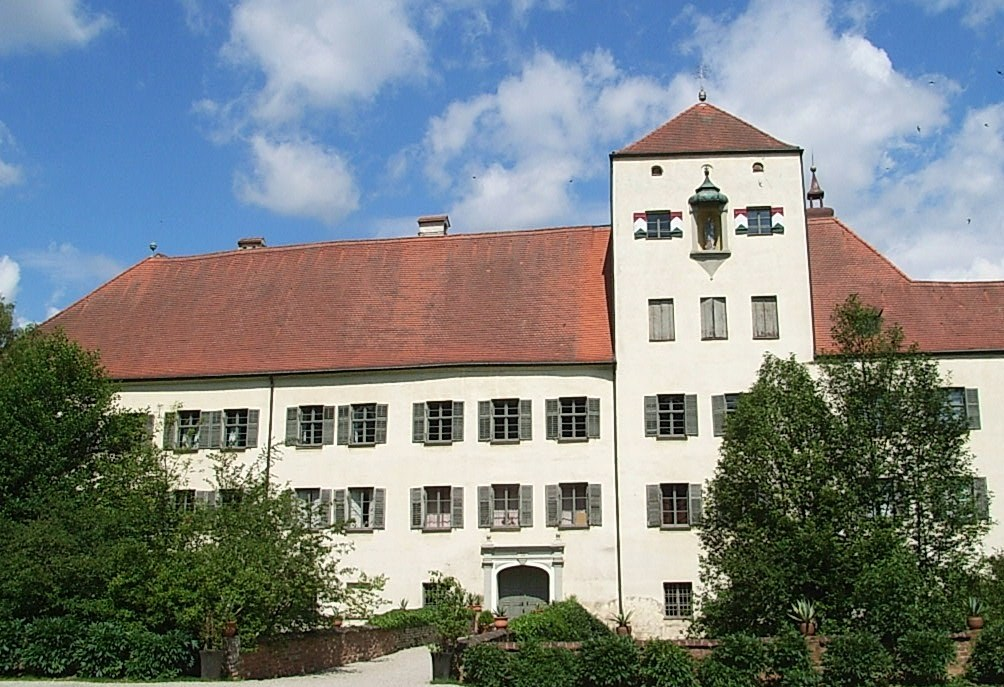
Château d'Arnstorf

Fondée par le comte Wilhelm-Anton Deym von Stritez (1699-1761), fils aîné du comte Wenzel-Ignaz Deym von Stritez, il est le fondateur de la première branche. Il épousa la baronne Maria-Rosalia Woracziczky von Pabienitz. Cette branche s'installa en Bavière au début du XIXe siècle. Il était le grand-père du général de division royal bavarois et commandant de district de la Landwehr de Basse-Bavière le comte Johann-Nepomuk Wenzel Deym von Stritez (1788-1844). En 1812, il épousa la comtesse Josepha von Königsfeld (1797-1844) avec qui il eut trois filles et trois fils. Son fils Otto Deym von Stritez (1815-1865), lieutenant royal bavarois à la suite, épousa la baronne Emma von Berchem en 1840 et laissa deux fils et filles. Ses frères, les comtes Arnulf (1817-1882) et Hugo (1818-?), devinrent également officiers dans l'armée bavaroise.

### Branche cadette

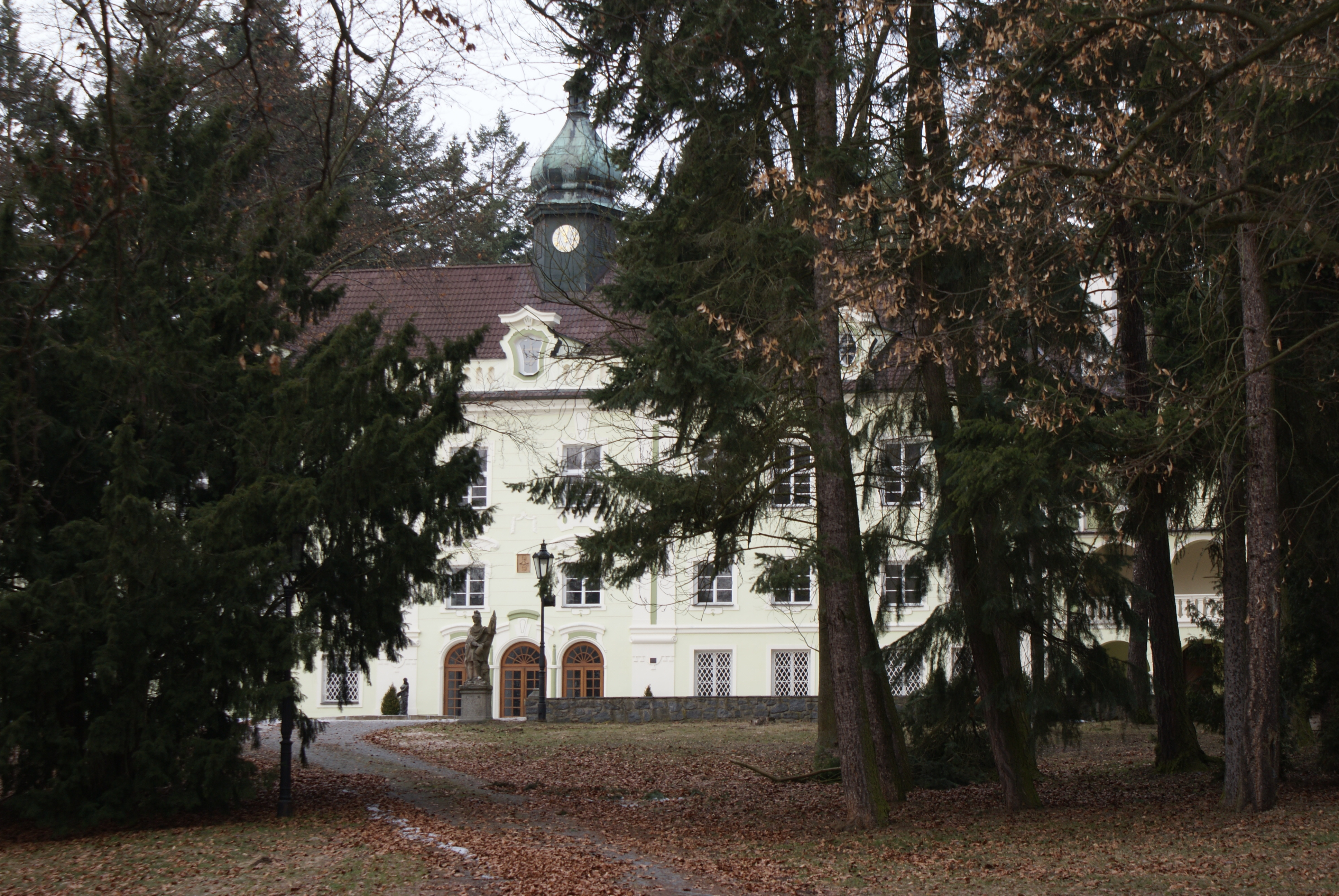
Château de Zalužany

Fondée par le comte Anton-Joseph Deym von Stritez (1700-1727), fils aîné du comte Wenzel-Ignaz Deym von Stritez, il fonda la deuxième branche de la famille. Il possédait la règle allodiale Arnau avec le domaine Ober- et Untertschermna en Bohême dans l'ancien quartier bohème de Bidschow. Il épousa la baronne Anna-Dorothea Schuemann von Langendorf (1702-1770) avec qui il eut un fils, le comte Johann-Franz Deym von Stritez (1769-1832), chambellan impérial et major. Il a épousé la comtesse Gabrielle Schaffgotsch (1781-1853) avec qui il eut un fils.

Le comte Franz-Maria Deym von Stritez (1804-1872), fils du précédent, était l'un des généraux des troupes impériales pendant la révolution hongroise de 1848-1849. Il a rejoint l'armée à l'âge de seize ans. Il a servi dans plusieurs régiments impériaux de cavalerie et en 1844, il est devenu colonel du 9e régiment de hussards (Miklós) en Hongrie. Le 3 septembre, il est promu major général. Il a ensuite été affecté en tant que commandant de brigade dans le corps galicien du général František Jindřich Šlik. 

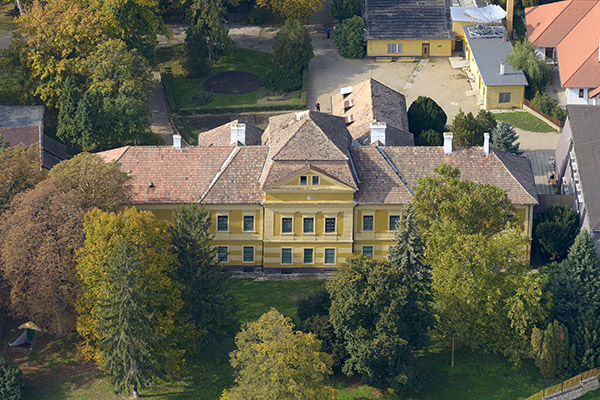
Château de Nedeczky

 Il a pris part aux batailles du corps de Šlik près de Košice et Tokaj. Le 5 février 1849, à la bataille de Branisko, il commande les unités impériales défendant le col. Après avoir perdu la bataille, il se retira avec son unité à Košice, puis rejoignit l'armée de Šlik dans les forces principales dirigées par Alfred de Windisch-Grätze. Il prend part à la bataille de Kápolny, puis le 28 février, à la bataille de cavalerie de Mezőkövesd, sa brigade est vaincue par le régiment de hussards Miklós dirigé par András Gáspár. En raison de cette défaite, il a été démis de ses fonctions de commandant de brigade. Il n'a pas participé à d'autres batailles en Hongrie. Malgré son remplacement, il a conservé la faveur de ses supérieurs et a reçu plusieurs honneurs après la défaite des Hongrois dans la guerre d'indépendance. À partir d'août 1849, il commanda la brigade de Ljubljana et à partir de 1850, il devint gouverneur militaire de la ville. En 1852, il fut promu lieutenant général et commandant de division au quartier général croate. En 1855, il prit sa retraite et passa le reste de sa vie dans son château de Nedeczky en Hongrie.

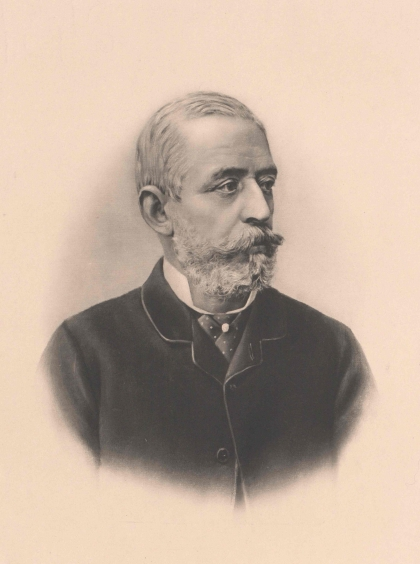
Franz II Deym von Stritez
(1838-1903)

Le comte Franz Deym von Střítež est né le 23 août 1838 au château de Zalužany, son père, le comte František Deym von Střítež (1807–1872), était le propriétaire du domaine d'Hostinné, dont son fils hérita après lui. Sa mère, la comtesse Ludmilla von Waldstein-Wartenberg, était issue d'une des familles les plus riches et importantes d'Europe Centrale. La famille von Waldstein-Wartenberg possédèrent de nombreux châteaux et palais à travers l'Europe, dont le palais Wallenstein à Prague devenu aujourd'hui le siège du Sénat de la République Tchèque.
Il a étudié le droit à Vienne et servi dans l'armée autrichienne, en 1859, il était lieutenant au Hulan. Il était un important propriétaire foncier, ses propriétés comprenaient les domaines de Vrchlabí, Hostinné et Nové Zámky en Bohême et Lesencetomaj en Hongrie. À partir de 1860, il travailla comme attaché autrichien à Saint-Pétersbourg et, en 1869, il devint un conseil de légionnaires au Saint-Siège de Rome. En 1870, il devint légionnaire à Bruxelles et en 1874 à Londres. Le 27 décembre 1881, il fut nommé ambassadeur extraordinaire et plénipotentiaire et, en 1882, il participa au Corps diplomatique pour la préparation du couronnement du Tsar Alexandre III en Russie. En 1887, après avoir démissionné de son mandat de député au Conseil du Reich, il rejoint de nouveau le service diplomatique actif et devient ambassadeur d'Autriche à Munich, à partir du 18 octobre 1888, à Londres. Il est resté à ce poste pendant 15 ans, jusqu'à sa mort, bien qu'il ait voulu démissionner plusieurs fois pour cause de maladie. Il a été fait Chevalier de l'Ordre de la Toison d'Or. Il est mort d'une maladie cardiaque en septembre 1903 à Eckersdorf, en Prusse, où il est resté avec sa fille.
Václav Maria, comte Dey de Střítež, est né František de Paula Severin. Son père, le comte František l'Ancien Dey de Střítež (décédé en 1872), était le propriétaire du domaine Hostinné, qui fut alors hérité par son fils.
Il a étudié le droit à Vienne. Il a servi dans l'armée autrichienne. En 1859, il était lieutenant dans les Hulans. Il a travaillé comme propriétaire foncier. Il possédait les fermes Vrchlabí, Hostinné et Nové Zámky en Bohême, ainsi que Lesencetomaj en Hongrie. Il était actif dans le service diplomatique. À partir de 1860, il travailla comme attaché autrichien à Saint-Pétersbourg, en 1869, il devint le Conseil de légation du Saint-Siège à Rome. À partir de 1870, il fut le Conseil de légation à Bruxelles et à partir de 1874 à Londres. Le 27 décembre 1881, il est nommé envoyé extraordinaire et ministre plénipotentiaire et, en 1882, il participe en tant que corps diplomatique à la préparation du couronnement du tsar Alexandre III. en Russie. En 1887, après avoir démissionné d'un siège parlementaire au Conseil impérial, il rejoint le service diplomatique actif et devient ambassadeur d'Autriche à Munich, à partir du 18 octobre 1888 à Londres. Il est resté dans cette position pendant 15 ans, jusqu'à sa mort, bien qu'il ait voulu démissionner plusieurs fois pour cause de maladie. En 1895, il reçut le titre de chambellan. Il avait le titre d'un vrai conseil secret. Il était chevalier de l'Ordre de la Toison d'Or. 
Il était publiquement et politiquement actif. Aux élections provinciales de 1883, il devient membre du Landtag tchèque. Il représentait la curie du propriétaire, les manoirs indignes de confiance. Il a démissionné en 1887. 
Il a également été membre du Conseil impérial (le parlement national de la région de Předlitavsko), où il est entré aux élections en 1879 pour la grande curie de Bohême. Il a défendu son mandat ici aux élections de 1885. Il a siégé ici jusqu'en 1887, quand il a été appelé à la Chambre des Lords (chambre haute non élue du Conseil Impérial). Dans la période électorale 1879–1885, il est répertorié comme le comte Franz Deym, c. K. Chamberlain, envoyé extraordinaire et ministre autorisé et propriétaire foncier, par l'appartement Hostinné. Il est politiquement répertorié comme conservateur après l'élection de 1879. 
Il représentait le Parti du domaine conservateur, qui était à orientation fédéraliste et soutenait les aspirations constitutionnelles tchèques. Après les élections de 1879, il rejoignit le Club tchèque au Conseil impérial (une représentation parlementaire unifiée, qui réunissait les vieux Tchèques, les jeunes Tchèques, la noblesse conservatrice tchèque et les députés nationaux moraves). Il est répertorié comme membre du club parlementaire tchèque même après les élections de 1885. Lorsque Jindřich Jaroslav Clam-Martinic a démissionné, Deym a été élu président du club des propriétaires terriens.
Il mourut d'une maladie cardiaque en septembre 1903 à Eckersdorf en Prusse, en Prusse, où il resta avec sa fille.
Son frère était Ferdinand Dey de Střítež (1837–1900), qui était également actif dans la politique provinciale et nationale.

### Branche benjamine

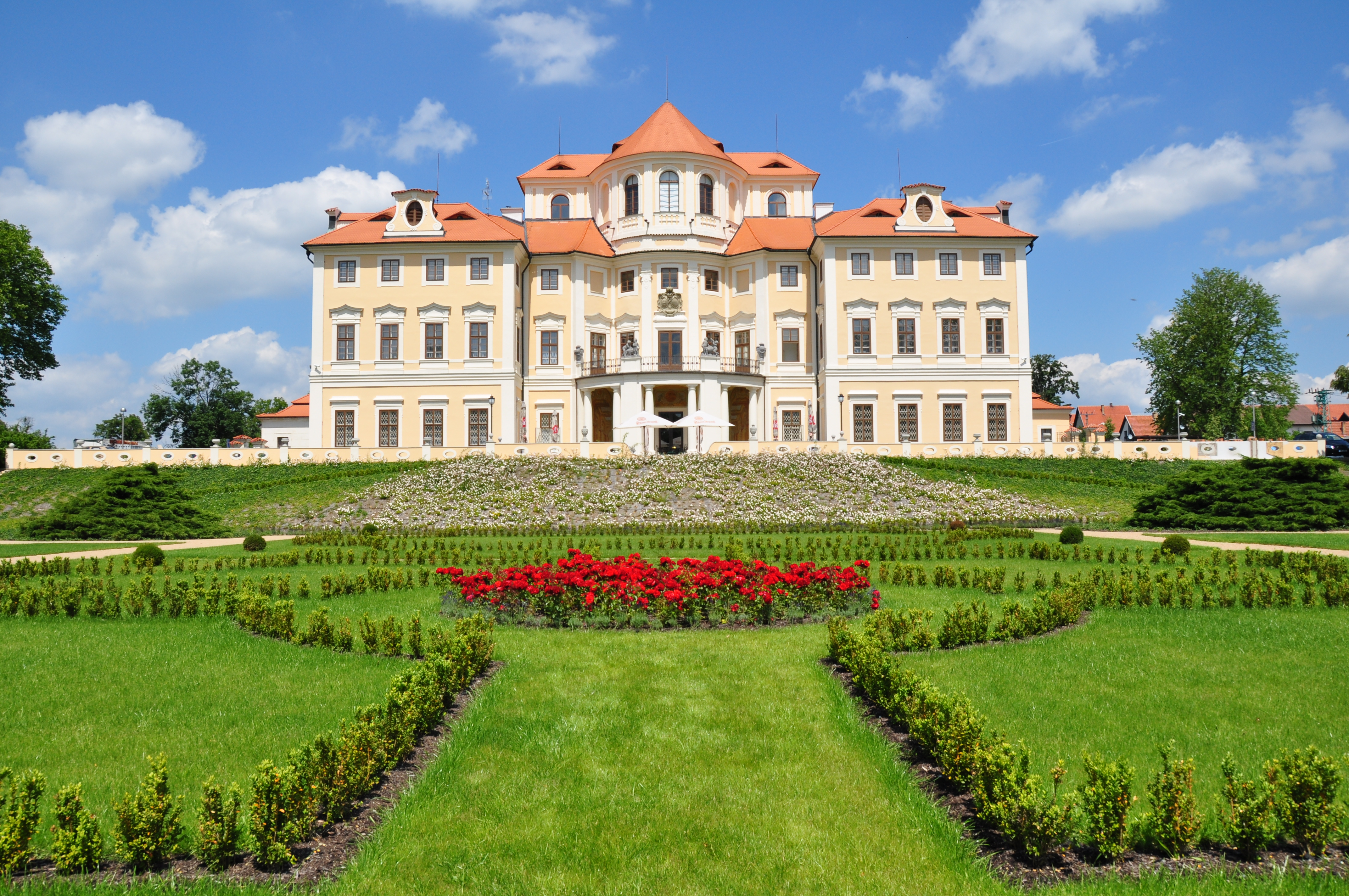
Château de Liblice

Le comte Joseph Deym von Střítež (* 1752, † 1804) est issu de cette lignée. Parfois, après une liaison en duel, il portait le vrai nom de Müller. Doué sur le plan artistique, il s'est fait un nom avec la réalisation de portraits de cire, notamment la réalisation du masque mortuaire de Mozart. Il se rendit à Naples, où, avec l'aide de la reine Caroline, il fut autorisé à fabriquer des moulages en cire des statues et bustes antiques les plus importants. Il les installa dans un musée d'art à Vienne, qui était très populaire. Joseph mourut en 1804. Il avait été marié à Joséphine Brunsvik, une sœur de Theresia Brunswik von Korompas, à partir de 1799 et avait eu quatre enfants. Un bon ami de la famille était Ludwig van Beethoven, qui a donné des cours de piano à sa femme et à ses filles. Le fils de Joseph, Friedrich Deym, comte von Střítež (* 1801; † 1858) devint chambellan impérial. Il était actif au parlement de l'état de Bohême à partir de 1838 et devint chef de l'opposition des successions dans les années 1840. Peu de temps avant le déclenchement de la révolution de mars, il a préconisé une réforme du parlement de l'État et la liberté des municipalités. Il a publié ses idées dans trois mémorandums dont Que devrait-il se passer en Autriche?. Friedrich a épousé Catharina Vicomtesse de Casteras († 1825) dans son premier mariage et en 1829 Caroline Comtesse von Buquoy dans son deuxième mariage. Du dernier mariage, il y avait sept filles et quatre fils.

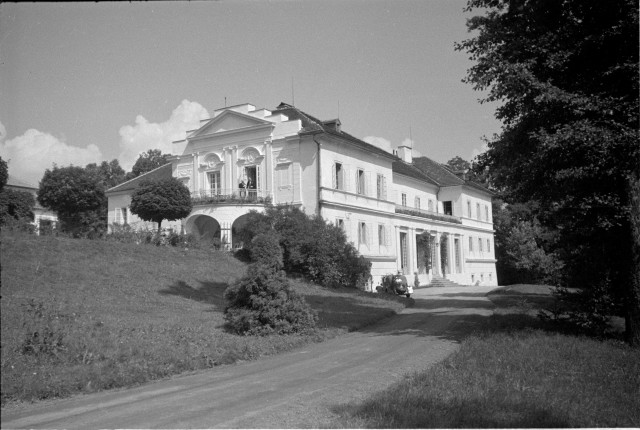
Château de Nemyšl

En 1780, en service militaire, il a tué un rival dans un duel et a dû quitter Vienne. En exil aux Pays-Bas, il prit le nom de Joseph Müller et fut couronné de succès en tant que marchand de cire et marchand d'art à succès. Vers 1790, il est retourné sous le pseudonyme de Joseph Mueller retourne à Vienne et a ouvert une curiosité publique Galerie à Stock im Eisen Platz no 610. En mars 1791, il a ouvert les portes de l'allée du ciel dans la maison du Seigneur Gerl un mémorial pour le défunt l'année précédente Général Laudon. Surtout pour cette exposition, Mozart composa la Fantaisie KV 594. La qualité des figures de cire complètement réalistes procurés Joseph des ordres Deym de la famille impériale et la nomination comme Hofstatuarius. En 1793, il a élaboré en collaboration avec le sculpteur et Wachsbossierer Leonhard Posch (1750-1831) Wachsbildnisse la famille impériale, qui ont été conçus comme un cadeau pour la famille royale à Naples. Entre 1793 et 1795, Joseph von Deym alias Mueller et Leonhard Posch restèrent à Naples et firent des équivalents pour la famille impériale viennoise. Museo Borbonico à Naples et à Rome Joseph de Deym copiés maîtres anciens et ont fait des moulages d'antiquités importantes, dont il a obtenu l'accès vielberedeten en raison de ses bonnes relations avec la reine Maria Carolina. Retourné à Vienne, il a construit une Wachsfiguren- étendue, curiosités et coffret de la musique, qu'il a mis en place dans le construit par Johann Nepomuk Amann à la Tour Rouge Palais Deym 1797e Elle a montré des sculptures de Georg Raphael Donner et Franz Xaver Messerschmidt, jette des antiquités et des originaux, des figures de cire grandeur nature de personnes importantes et des arrangements mythologiques en partie erotischische, avec boîtes à musique et machines à sous un des effets multimédias produits. Une sculpture de cavalier grandeur nature, Franz II, avait été réalisée par Joseph von Deym lui-même. La galerie d'art publique de la cour Statuari Müller est allée à la veuve après la mort de Joseph Deym et est restée ouverte jusqu'en 1819. Après cela, la collection a été dissoute.
Joseph von Deym aimait la musique contemporaine. Ses intérêts particuliers étaient Wolfgang Amadeus Mozart et Ludwig van Beethoven. En 1790, Mozart composa deux pièces pour les jukebox de Deym, les Fantasies KV 594 et KV 608 pour Orgelwalze. Joseph Deym a fait à la main le masque de mort waxy perdu de Mozart après un plâtre.
Beethoven avait une relation spéciale, car le comte vieillissant épousa la muse de Beethoven et la comtesse bien-aimée Joséphine Brunsvik de Korompa en 1799. Même après le mariage, Beethoven accède librement au Palais Deym, où il interprète de nombreuses compositions. Pour Deym Beethoven a composé des pièces pour une boîte à musique.
Du mariage Joseph von Deyms avec Josephine Brusvik est venu quatre enfants. Le 27 janvier 1804, Joseph von Deym meurt d'une pneumonie à Prague.

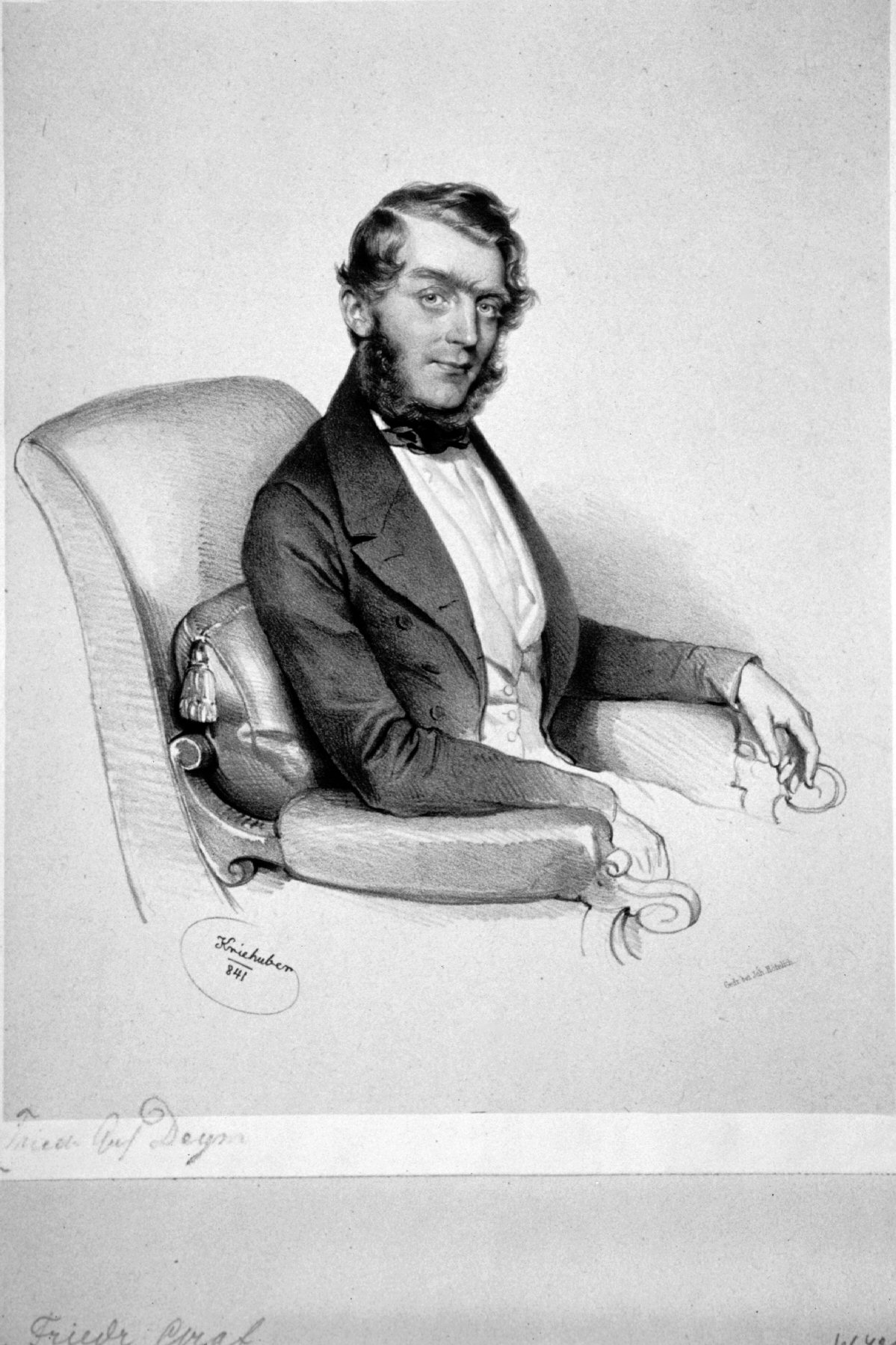
Friedrich Deym von Stritez
(1801-1853)

Il était marié deux fois. Sa première épouse était Pauline Seignan de Casteras (née le 30 octobre 1804, † le 13 juillet 1825). Le mariage est resté sans enfant. Après sa mort, il épousa Caroline de Lonueval, Comtesse de Buquoy (1811-1898), une fille de Georg Franz August von Buquoy.
Frédéric de Deym a d'abord fait l'habitude pour les membres de la vieille noblesse de la carrière de la monarchie des Habsbourg. En plus de l'administration de ses terres, il devint officier et courtisan à la cour de Vienne. Il l'a apporté au capitaine et à l'Imperial Royal Chamberlain.
Ce n'est qu'avec la révolution de 1848 qu'il se tourna vers des tâches politiques. Il a été élu dans la circonscription de Bohemia-Hohenelbe à l'Assemblée nationale de Francfort et a été membre du Parlement de Paulskirchen du 16 septembre 1848 au 13 avril 1849. Il a rejoint le groupe libéral national de casino, la plus grande faction à l'Assemblée nationale, qui a préconisé pour la monarchie héréditaire (tout en préservant les droits civiques) et pour un grand degré d'autonomie des états allemands.

## Généalogie
- Baron Nicolaus Deym von Stritez (1601-1650) ∞ Baronne Elisabeth Wratislaw von Mitrovic (?-1658);
  - Baron Wilhelm-Johann Deym von Stritez (1641-1685) ∞ Baronne Anna-Ludmilla Jenisek von Ugezd (1645-1669);
    - Comte Wenzel-Ignaz Deym von Stritez (1669-1747) ∞ Baronne Maria-Rosa Vernier de Rougemont et d'Orchamp (1672-1711);
      - Comte Wilhelm-Anton Deym von Stritez (1699-1761) ∞ Comtesse Anna-Maria Woracziczky von Pabienicz(1711-1785) - 1er Branche
        - Comte Johann-Nepomuk Deym von Stritez (1743-1789) ∞ Baronne Maria-Magdalena von Olenhausen (1766-1841);
          - Comte Johann-Joseph Deym von Stritez (1788-1861) ∞ Comtesse Maria-Josepha von Königsfeld(1797-1844)
            - Comtesse Ida Deym von Stritez (1814-1885) ∞ Comte Maximilian-Joseph von Seinsheim(1811-1885)
            - Comte Otto-Heinrich Deym von Stritez (1815-1865) ∞ Baronne Emma-Agnes von Berchem (1816-1894);
              - Comte Joseph-Johann Deym von Stritez (1845-1908) ∞ Baronne Maria-Francizka von Gise (1853-1938)
                - Comtesse Maria-Anna Deym von Stritez (1873-1963) ∞ Comte Heinrich-Karl von Spreti (1868-1944)
                - Comte Maximilian-Joseph Deym von Stritez (1880-1934) ∞ Baronne Maria-Theresia von Gumppenberg-Pöttmes-Oberbrennberg (1888-1971)
                  - Comte Joseph Deym von Stritez (1908-1989) ∞ Baronne Marie-Theres von Fürstenberg (1906-1989)
                    - Comtesse Katharina-Maria Deym von Stritez (1927) ∞ Comte Johann-Gustav von Preysing-Lichtenegg (1919)

                - Comte Wenzeslaus Ludwig Deym von Stritez (1883-1966) ∞ Baronne Theresia-Anna von Gise (1892-1938)

      - Comte Anton-Joseph Deym von Stritez (1700-1727) ∞ Baronne Anna-Dorothea Schuemann von Langendorf (1702-1770) - 2e Branche
        - Comte Johann-Nepomuk Deym von Stritez (1727-1779) ∞ Comtesse Maria-Antonia von Magnis (1735-1812);
          - Comte Johann-Nepomuk Deym von Stritez (1769-1832) ∞ Comtesse Gabriele-Antonia von Schaffgotsh (1781-1853);
            - Comte Franz-Maria Deym von Stritez (1804-1872) ∞ Comtesse Ludmilla-Antonia von Waldstein (1815-1847);

      - Comte Bernhard-Wenzel Deym von Stritez (1704-1758) ∞ Baronne Marie-Anna Malovcova z Malovic a Kosore (1715-1769) - 3e Branche
        - Comte Joseph-Nepomuk Deym von Stritez (1752-1804) ∞ Comtesse Maria-Josephine Brunswik de Korompa (1779-1821);
          - Comte Friedrich-Joseph Deym von Stritez (1801-1853) ∞ Comtesse Maria-Caroline de Longueval von Buquoy (1811-1898);
            - Comte Felix-Georg Deym von Stritez (1832-1892) ∞ Comtesse Sophia-Cassandra de Bulgarini d'Elci (1836-1894);
              - Comtesse Maria-Hélène Deym von Stritez (1858-?) ∞ Wenzel Melichar (?-1925);
              - Comte Friedrich-Franz Deym von Stritez (1866-1929) ∞ Baronne Maria-Wenzel de Sternbach (1879-1967);
                - Comtesse Maria-Sophia Deym von Stritez (1899-?) ∞ Ludwig Tetzeli von Rosador (1901-?);
                - Comtesse Blanca Deym von Stritez (1904-1996) ∞ Prince Wladyslaw Radziwiłł et du Saint-Empire (1909-1978);
                - Comtesse Gabrielle-Maria Deym von Stritez (1904-1980) ∞ Baron Karl Kast von Ebelsberg (1899-1943);
                - Comtesse Philippine-Maria Deym von Stritez (1905-?) ∞ Baron August von Mengersen (1903-1971);
                - Comte Josef-Maria Deym von Stritez (1906-1973) ∞ Madeleine Kronacher (1903-1994);
                  - Comtesse Ariane-Marie Deym von Stritez (1930-2018) ∞ Edmond Muûls (1922-2016);
                  - Comte Ivan-Friedrich Deym von Stritez (1930-2016) ∞ Estela de Acevedo Anchora (1932-2013);

                - Comtesse Editha-Maria Deym von Stritez (1911-?) ∞ Baron Willem-Ernst van Panhuys;

              - Comtesse Maria-Carolina Deym von Stritez (1869-1869) ∞ Sans alliance;

            - Comte Maria-Franz Deym von Stritez (1849-1920) ∞ Julia-Bertha Gruebert (1844-1930);

## Pour approfondir